# Can-Am 1984
Can-Am 1984 var ett race som kördes över tio omgångar. Michael Roe tog hem titeln, sex poäng före Jim Crawford.

## Delsegrare
| Datum        | Bana           | Vinnare      |
| ------------ | -------------- | ------------ |
| 10 juni      | Mosport Park   | Michael Roe  |
| 7 juli       | Dallas         | Michael Roe  |
| 22 juli      | Brainerd       | Michael Roe  |
| 4 augusti    | Lime Rock      | Michael Roe  |
| 19 augusti   | Road Atlanta   | Jim Crawford |
| 2 september  | Trois-Rivières | Jim Crawford |
| 9 september  | Mosport Park   | Michael Roe  |
| 30 september | Sears Point    | Michael Roe  |
| 7 oktober    | Riverside      | Michael Roe  |
| 28 oktober   | Green Valley   | Jim Crawford |

## Slutställning
| Plats | Förare           | Poäng |
| ----- | ---------------- | ----- |
| 1     | Michael Roe      | 162   |
| 2     | Jim Crawford     | 156   |
| 3     | Horst Kroll      | 119   |
| 4     | Kim Campbell     | 88    |
| 5     | Rod Cusumano     | 55    |
| 6     | Charles Monk     | 54    |
| 7     | Armando Trentini | 52    |
| 8     | Walter Lechner   | 37    |